# Tenoné

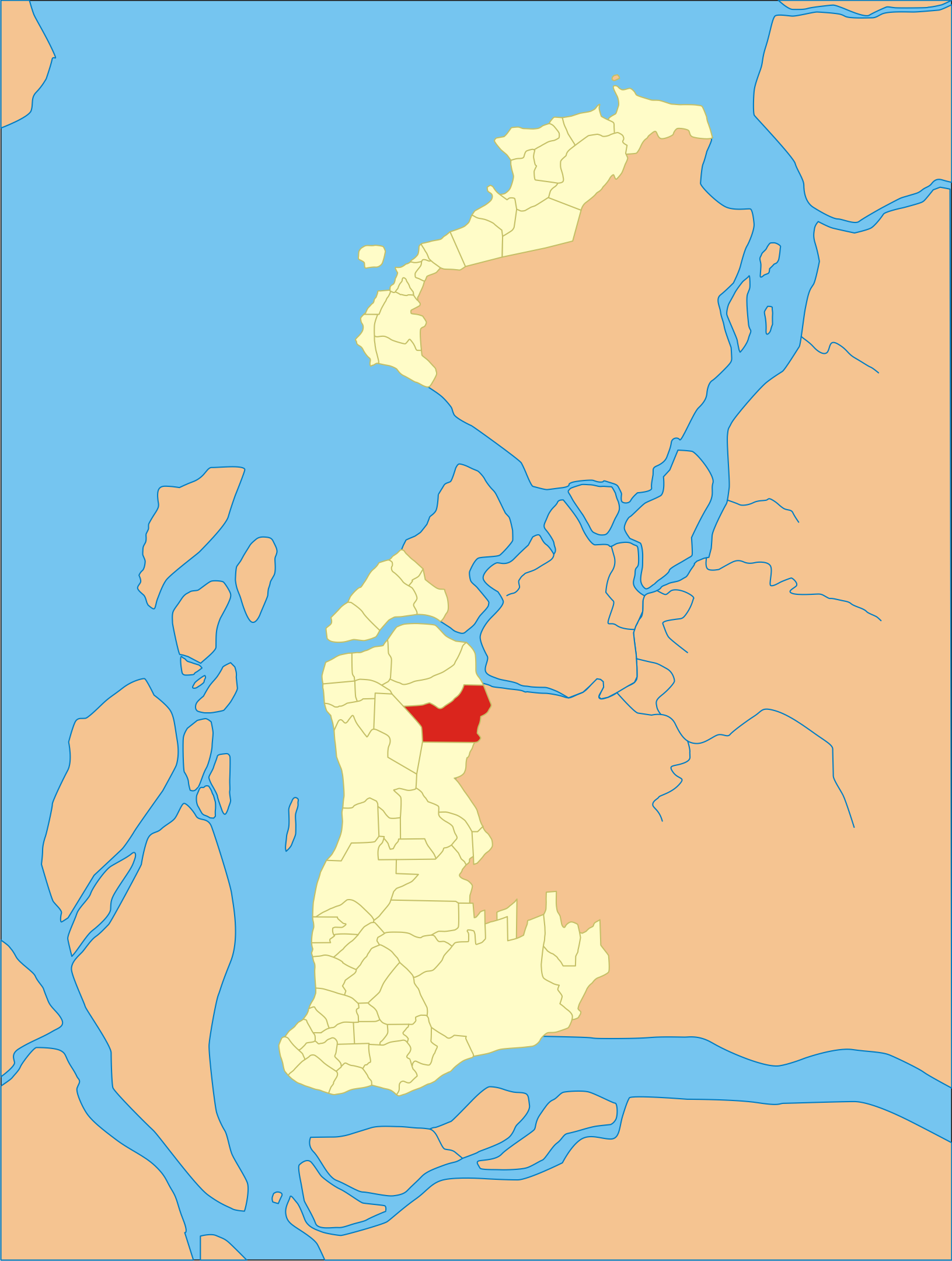
Localização do bairro Tenoné em Belém do Pará

Tenoné (do tupi "Mais adiante") é um bairro da cidade de Belém, pertencente ao Distrito Administrativo de Icoaraci (DAICO), localizado no km 9 da rodovia Augusto Montenegro; antigo ramal da Estrada de Ferro de Bragança criado em 1906 ligando o centro de Belém à Icoaraci, a região era uma das principais estações devido a então presença de chácaras/sítios.
Hoje, o bairro do Tenoné vem perdendo gradativamente o aspecto rural, dando lugar a um conjuntos de casas, e mais recentemente os condomínios de prédios vem mudando definitivamente a paisagem para um aspecto cada vez mais urbano. A chegada de alguns órgãos governamentais têm aumentado a importância do bairro e dinamizado o seu comércio. Em contraste a esse processo de urbanização, muitos terrenos foram sendo ocupados indevidamente por famílias de baixa renda em áreas sem saneamento básico, originando extensas favelas principalmente a partir da década de 1980.
Nas imediações do bairro, estão o Palácio dos Despachos do Estado do Pará, a Secretaria de Educação do Estado do Pará - SEDUC, o Centro de Processamento de Dados do Governo do Pará - PRODEPA, o Estádio Estadual Jornalista Edgar Proença e o Centro Operacional da Equatorial Energia do Pará. O bairro também abriga o único campo de golfe da cidade de Belém, mantido pela comunidade nipônica, o clube Grêmio Recreativo Português, que também mantém uma extensa área verde em sua sede no bairro, o clube da Ordem dos Advogados do Brasil - OAB, é outra associação a ter no bairro do Tenoné a sua Sede Social.
O bairro conta com fácil acesso ao "centro" do distrito de Icoaraci, também é interligado ao centro de Belém pelo sistema de transporte do BRT.

## Topologia
O topônimo "tenoné" é um termo que faz referência à época que as pessoas percorriam andando o ramal do Pinheiro (16 km). E nesta área haviam moradores tapuyas, que durante a caminhada davam informações sobre Icoaraci aos transeuntes, que perguntavam "Icoaraci ainda está longe?"... e a resposta era "tenoné!", que em português representa "é mais adiante".

## Ruas e avenidas
- Rodovia Augusto Montenegro
- Rua Alacid Nunes
- Travessa 5ª Linha
- Travessa 6ª linha
- Rua we 2 (COHAB)
- Rua das Laranjeiras